# Chrysolina baronii
Chrysolina baronii is een keversoort uit de familie bladkevers (Chrysomelidae). De wetenschappelijke naam van de soort werd in 1979 gepubliceerd door Daccordi.